# Операция «Суверенитет»
Операция «Суверенитет» (исп. Soberania) — несостоявшаяся военная операция армии Аргентины в 1978 году в ходе аргентино-чилийского конфликта из-за островов Пиктон, Леннокс и Нуэва в проливе Бигл.

## Предыстория
Для разрешения спора о суверенитете островов и морских правах в районе пролива Бигл Аргентина и Чили договорились в 1971 году прибегнуть к арбитражу правительства Великобритании, формального арбитра, назначенного в Общем арбитражном договоре между Аргентиной и Чили. На основании международного права 22 мая 1977 года судьи вынесли решение о передаче островов Пиктон, Нуэва и Леннокс Чили.
25 января 1978 г. правительство Аргентины объявило арбитражное решение и мобилизовало свои военные силы, чтобы заставить Чили и договориться о более благоприятном для Аргентины исходе. Не сумев достичь этой цели путём переговоров, Аргентина запланировала агрессивную войну против Чили.
В результате убийства бывшего министра правительства Народного единства Орландо Летельера в 1976 США ввели эмбарго на поставки оружия в Чили («поправку Кеннеди», позже расширенную Законом о международной помощи в области безопасности и контроле за экспортом оружия 1976 года; позже, эта поправка была также применена к Аргентине). Точно так же ФРГ и Австрия отказалась продавать оружие Чили. Аргентине отдавалось предпочтение из-за ей активного участия в борьбе с левыми партизанскими движениями в Центральной Америке.
На границе этих государств участились воздушные провокации. Аргентину поддерживали европейские страны (прежде всего, Франция и ФРГ). США воздерживались от всяких действий.

## Общий план операции
Аргентина также брала в расчёт возможное начало боевых действий перуанских вооружённых сил, однако Перу заверило Чили в своём невмешательстве. Рассматривалось и участие Боливии, учитывая многолетнюю напряжённость в чилийско-боливийских отношениях из-за нерешаемого вопроса о предоставлении Боливии выхода к океану.
По словам бывшего посла США в Аргентине в 1977—1980 Р. Э. Кастро, аргентинское руководство считало, что войну будет легко выиграть: «Они предполагали, что собираются вторгнуться в Чили, особенно в Сантьяго. Им это казалось очень легким; вопрос пересечения границы и то, что чилийцы собирались сдаться». А. Пиночет, напротив, предвидел долгую войну на износ.
По состоянию на 14 декабря 1978 в Аргентине были завершены этапы мобилизации регулярных войск трёх родов войск и этап частичной мобилизации резервистов.
Планировался захват 8 островов и установление контроля над проливом Бигл вечером 22 декабря, затем, начиная с полуночи, начать наступление в провинции Санта-Крус с целью максимально возможного захвата чилийской территории и начать авиабомбардировки территории противника с целью уничтожить к утру ВВС Чили.
На более позднем этапе план включал начало наступления с использованием III армейского корпуса в районе пограничных горных перевалов (Пасо-Либертадорес-Пасо-Майпо) и Пасо-Пуйеуэ (ныне Пасо-Карденал-Саморе) с целью перекрыть коммуникации на территории материкового Чили. А также захват, при помощи флота, города-порта Пуэрто-Уильямс (архипелаг Огненная Земля) в проливе Бигл.
III армейскому корпусу генерала Лусиано Бенхамина Менендеса ставилась задача: ударом из Мендосы перерезать коммуникации в центре Чили, захватив окрестности Сантьяго и, по возможности, Вальпараисо.
V армейскому корпусу генерала Хосе Вакеро ставилась задача: в ходе наступления, начинающегося в полночь 22 декабря захватить города-порта Пуэрто-Наталес и Пунта-Аренас при поддержке сил ВМФ Аргентины. Позже он поддержал бы части III армейского корпуса в его продвижении через Пуеуэ в центр Чили, перерезав коммуникации из центральной зоны на юг чилийской территории.
Чилийские ВВС значительно уступали аргентинским в технике и численности. Кроме того, учитывая форму территории, у Чили были очень ограниченные возможности для раннего предупреждения и противовоздушной обороны, что позволило бы Аргентине добиться абсолютного превосходства в воздухе.
На остальных участках границы планировалась стратегическая оборона. Предполагалось задействование 200 тысяч военнослужащих и возможные потери от 30 до 50 тысяч.

## Приготовления Чили
Чили, которой были известны как передвижения аргентинского флота, так и места сосредоточения аргентинских войск, привела свои войска вдоль границы в состояние повышенной боевой готовности и чилийская эскадра уже поджидала аргентинскую эскадру на южном участке. Также были заминированы большие участки границ с Аргентиной, Перу и Боливией.
Из неофициальных источников позже просочилась информация о возможном использовании армейских подразделений на севере Чили для вторжения на территорию северной Аргентины по так называемой «стратегии левого крюка», которая основывалась на неучастии Боливии или Перу в войне. Хотя это и не было бы решающим, оно заняло бы обширные, в основном необитаемые территории, что в средствах массовой информации и в политическом плане сделало бы продвижение Аргентины в любой точке Чили незначительным и было бы дополнительным аргументом для будущих переговоров. Хотя это означало бы, возможно, неожиданное расширение конфликта, это могло быть выгодно для Чили.
Рассматривался также стратегический план «Гипотеза соседства 3» («Hipótesis Vecinal 3», HV3), предусматривавшая войну на 3 фронта: с Аргентиной, Перу и Боливией. Основным препятствием для противника рассматривались горные перевалы, а также возможные партизанские и террористические атаки с помощью спецподразделений DINA.

## Последствия
В ночь с 21 на 22 декабря 1978 аргентинские корабли с войсками и десантными средствами направились в сторону зоны конфликта, чтобы начать десантную операцию на спорных островах. Вторжение должно было начаться в 22:00 21 декабря, но из-за сильной бури и шторма (волны достигали 14 метров в высоту) его пришлось отложить на 23 декабря. Ночью несколько аргентинских полков пересекли линию границы и незаметно проникли на территорию Чили. Один из них был завезён в 20 км на чилийскую территорию из провинции Санта-Крус, а другой сделал то же самое на Огненной Земле (согласно аргентинским версиям, их никто не заметил). В 2011 году Хорхе Рафаэль Видела заявил, что 21 декабря 1978 года Аргентина уже считалась находящейся в состоянии войны, потому что ВМФ двигался в сторону Тихого океана, самолеты сменили свои базы и на чилийской территории действовали армейские патрули: вторжение должно было всё-таки начаться в субботу, 23 декабря.
Согласно чилийской версии, наступление аргентинцев было эффективно обнаружено, без какой-либо реакции в ожидании соблюдения чилийского плана обороны, который предусматривал направление аргентинской атаки в точки, где их можно было отразить.
Операция была отменена в последний момент. После часового обсуждения аргентинская военная хунта приняла посредничество Папы Римского и войскам и флоту был отдан приказ об отходе.
Представитель Святого Престола кардинал Антонио Саморе сумел усадить президентов обеих стран, Х. Виделу и А. Пиночета за стол переговоров.
Данный конфликт стал основной причиной чилийской поддержки Великобритании в Фолклендской войне.